# سانتا ماريا، ريو غراندي دو سول
سانتا ماريا، ريو غراندي دو سول هي بلدية في البرازيل، تتبع ريو غراندي دو سول، بلغ عدد سكانها 261٬031  نسمة، في 2010، تبلغ مساحتها 1٬779٫556 كيلومتر مربع، رمزها البريدي هو 97010.

## الموقع
تشترك في الحدود مع:
- Itaara [الإنجليزية]‏
- São Martinho da Serra [الإنجليزية]‏
- Dilermando de Aguiar [الإنجليزية]‏
- São Sepé [الإنجليزية]‏.

## مدن توأم
المدن التوأم:
- فيرناندو دي لا مورا.

## أعلام
- فيكتور فونتانا
- أوريكو
- بيانكا كاستانيو
- جواو غويليرمي فيشر
- تياغو نونيز